# Three Dollar Bill Y'All
Three Dollar Bill Y'all är Limp Bizkits debutalbum, släppt 1 juli 1997.

## Låtlista
1. "Intro" – 0:48
2. "Pollution" – 3:52
3. "Counterfeit" – 5:08
4. "Stuck" – 5:25
5. "Nobody Loves Me" – 4:28
6. "Sour" – 3:33
7. "Stalemate" – 6:14
8. "Clunk" – 4:03
9. "Faith" – 3:52
10. "Stink Finger" – 3:03
11. "Indigo Flow" – 2:23
12. "Leech" (demoversion) – 2:11
13. "Everything" – 16:26